# Ricard Fernández
Ricard Fernández Betriu (sinh ngày 19 tháng 3 năm 1999), hay còn được biết đến với cái tên Cucu, là một cầu thủ bóng đá người Andorra hiện đang thi đấu ở vị trí tiền đạo cho câu lạc bộ SD Formentera và Đội tuyển bóng đá quốc gia Andorra.

## Sự nghiệp thi đấu quốc tế
Fernández ra mắt quốc tế cho Đội tuyển bóng đá quốc gia Andorra trong trận thắng 1–0 trước Liechtenstein vào ngày 21 tháng 3 năm 2018. Tuy nhiên, anh ấy vẫn ở trong đội U21 kể từ đó, đáng chú ý là anh ta đã ghi một cú đúp trong trận hòa sốc 3-3 trước U-21 Anh vào tháng 10 năm 2020, giúp Andorra có 1 điểm trước đội bóng có các cầu thủ thi đấu tại Ngoại hạng Anh như Eddie Nketiah và Aaron Ramsdale. Ngày 12 tháng 11 năm 2021, anh ta nhận thẻ đỏ sau tình huống thúc cùi chỏ với Kamil Glik ở phút thi đấu đầu tiên trong trận đấu gặp Ba Lan, nơi Andorra để thua với tỷ số 1–4.

## Bàn thắng quốc tế
| Thứ tự | Thời gian            | Địa điểm                                        | Đối thủ    | Ghi bàn | Kết quả | Giải đấu                                     |
| ------ | -------------------- | ----------------------------------------------- | ---------- | ------- | ------- | -------------------------------------------- |
| 1.     | 12 tháng 10 năm 2021 | Sân vận động San Marino, Serravalle, San Marino | San Marino | 3–0     | 3–0     | Vòng loại giải vô địch bóng đá thế giới 2022 |